# Горно-Кирково
Горно-Кирково (болг. Горно Кирково) — село в Болгарии. Находится в Кырджалийской области, входит в общину Кирково. Население составляет 564 человека.

## Политическая ситуация
В местном кметстве Горно-Кирково, в состав которого входит Горно-Кирково, должность кмета (старосты) исполняет Алекси Делков Великов (Болгарская социалистическая партия (БСП)) по результатам выборов.
Кмет (мэр) общины Кирково — Шукран Кязим Идриз (Движение за права и свободы (ДПС)) по результатам выборов.